# Веллер, Михаил Иосифович
Михаи́л Ио́сифович Ве́ллер (род. 20 мая 1948, Каменец-Подольский, Украинская ССР) — русский писатель, в настоящее время проживающий в Эстонии.

## Биография

### Детство. Учёба
Родился в потомственной врачебной семье в Каменец-Подольском, где жила с родителями его мать, Сулит Ефимовна Рехтман, врач-гинеколог, выпускница Черновицкого медицинского института. Отец, Иосиф Александрович Веллер (1925—?), ленинградец, после окончания средней школы в 1942 году ушёл в армию, позднее окончил Военно-медицинскую академию, служил в Группе советских оккупационных войск в Германии, в 1951 году в чине майора убыл с семьёй в Забайкальский военный округ под станцию Туринская Забайкальской железной дороги на должность старшего врача тяжёлого танкосамоходного полка 6-й гвардейской танковой армии. Позднее — офтальмолог, кандидат медицинских наук (1965), заведующий отделением Могилёвской областной психиатрической больницы, впервые в офтальмологической практике использовал местную баротерапию при различных заболеваниях роговицы и радужной оболочки (1971), составил методические рекомендации Министерства здравоохранения БССР «Побочное действие психотропных препаратов на орган зрения» (1979), опубликовал другие научные труды в этой области. Дед, Александр Абрамович Веллер (1897—1974), доктор ветеринарных наук, профессор, полковник ветеринарной службы, начальник второго отдела Ветеринарного научно-исследовательского института Красной Армии, заведующий кафедрой оперативной хирургии Ленинградского ветеринарного института.
До шестнадцати лет постоянно менял школы в связи с переездами семьи по гарнизонам Дальнего Востока и Сибири. В 1966 году оканчивает школу № 3 в Могилёве с золотой медалью и поступает на отделение русской филологии филологического факультета Ленинградского университета. После 1-го и 2-го курсов ездит в студенческие строительные отряды на Мангышлак и в Норильск. Становится комсоргом курса, председателем стройкома и членом бюро комсомола факультета.
По его (М. Веллера) словам, летом 1969 года на спор, без денег добирается за месяц из Ленинграда до Камчатки, используя все виды транспорта, и обманом получает пропуск для въезда в погранзону. В 1970 году уходит в академический отпуск. Весной уезжает в Среднюю Азию, где бродяжничает до осени. Осенью переезжает в Калининград, сдаёт экстерном ускоренный курс матроса второго класса и уходит в рейс на рыболовном траулере. В 1971 году восстанавливается в университете, работает старшим пионервожатым в школе и в факультетской стенной газете «Филолог» впервые публикует свой рассказ.
В 1972 году дважды пытается защитить диплом по теме: «Типы композиции современного русского советского рассказа». Обвинён в формализме, на повторной защите ему оппонировал приглашенный замдиректора Пушкинского дома (Институт русской литературы АН СССР) К. Н. Григорьян.

### Работа
После окончания университета был призван в армию, около полугода служил офицером в артиллерийской части, затем был комиссован (психиатрия). В 1972—1973 годах работал по распределению в Ленинградской области воспитателем группы продлённого дня начальной школы и учителем русского языка и литературы в сельской восьмилетней школе, откуда уволился по собственному желанию.
Некоторое время работал рабочим-бетонщиком цеха сборных конструкций ЖБК-4 в Ленинграде.
Летом 1973 года в качестве вальщика леса и землекопа выезжал с бригадой «шабашников» на Кольский полуостров и Терский берег Белого моря.
В 1974 году работал в Государственном музее истории религии и атеизма (Казанском соборе) младшим научным сотрудником, экскурсоводом, столяром, снабженцем и заместителем директора по административно-хозяйственной части.
В 1975 году — корреспондент заводской газеты Ленинградского обувного объединения «Скороход» «Скороходовский рабочий», и. о. завотделом культуры, и. о. завотделом информации. Первые публикации рассказов в «официальной прессе».
С мая по октябрь 1976 года перегонял скот из Монголии в Бийск, маршрут пролегал по Алтайским горам. Вспоминал это время (ему было 28 лет) как лучшее в своей жизни, что нашло отражение в ряде произведений.
Тёплый сезон 1978 года отработал вальщиком леса и железнодорожным рабочим в тайге (Коми АССР).
В 1982 году работал охотником-промысловиком в госпромхозе «Таймырский», в низовьях реки Пясины. Летом 1985 года — в археологической экспедиции в Ольвии и на острове Березань, осенью и зимой — рабочий-кровельщик.
В 1987—1990 годах — заведующий отделом русской литературы журнала «Радуга» в Таллине. Первым в СССР публикует И. Бродского, С. Довлатова, «Остров Крым»[уточнить] В. Аксёнова, «Четвёртую прозу» О. Мандельштама.
С 2006 по 2014 год вёл еженедельную передачу на «Радио России"  «Поговорим с Михаилом Веллером», а с 18 октября 2015 года по 27 апреля 2017 — авторскую передачу «Подумать только» на радио «Эхо Москвы».

### Творчество

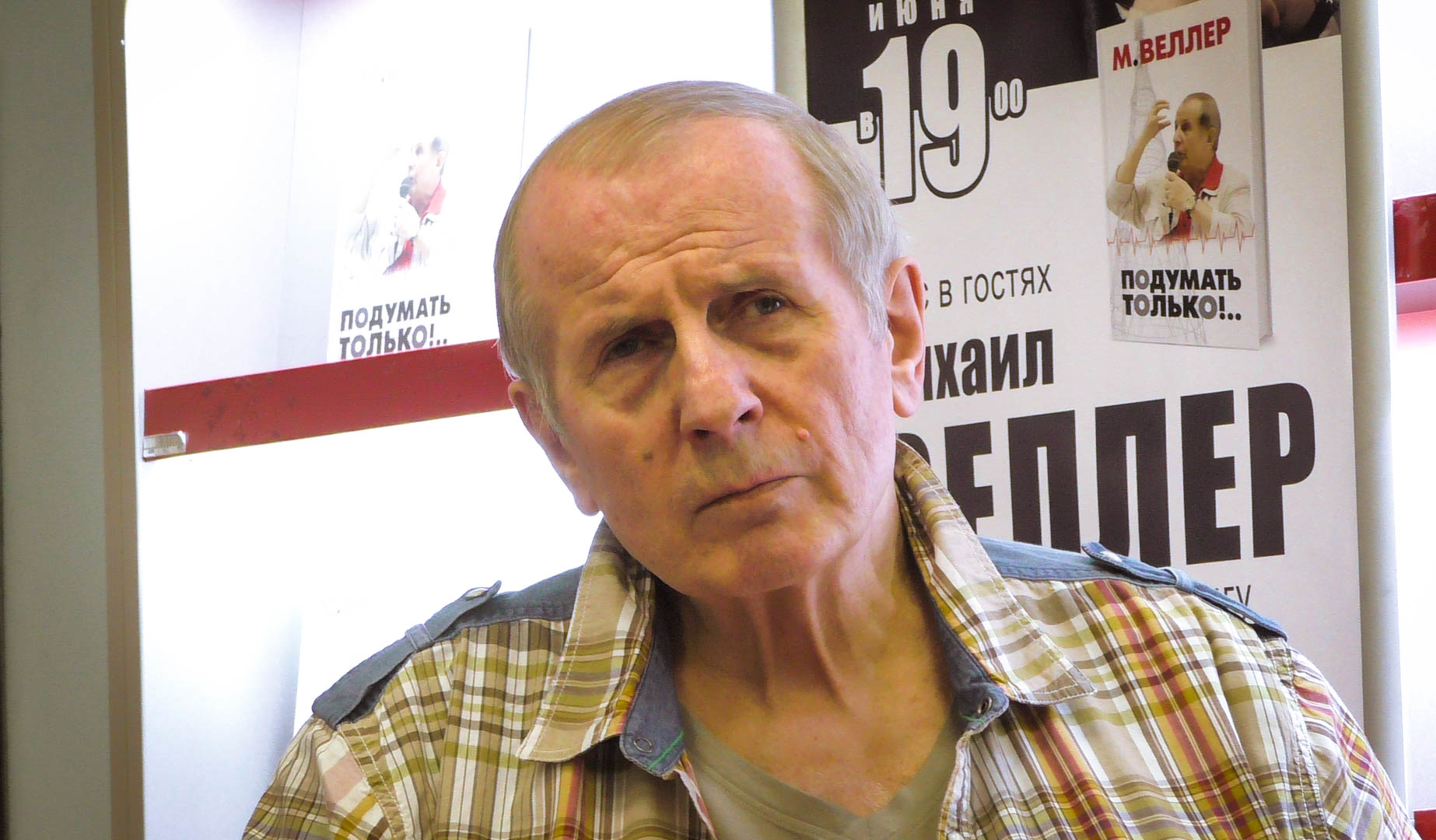
На презентации книги «Подумать только», 2017

Вернувшись осенью 1976 года в Ленинград, переключается на литературную работу, первые рассказы отклоняются всеми редакциями.
В 1977—1979 годах посещает семинар молодых ленинградских фантастов под руководством Бориса Стругацкого и студию рассказа при журнале «Звезда».
В 1978 году появляются первые публикации коротких юмористических рассказов в ленинградских газетах. Подрабатывает литературной обработкой военных мемуаров при издательстве «Лениздат» и написанием рецензий для журнала «Нева».
Осенью 1979 года переезжает в Таллин (Эстонская ССР), устраивается на работу в республиканскую газету «Молодёжь Эстонии». В 1980 году увольняется из газеты и вступает в «профсоюзную группу» при Союзе писателей Эстонии. Появляются первые публикации в журналах «Таллин», «Литературная Армения», «Урал». С лета по осень (по его словам) путешествует на грузовом судне из Ленинграда в Баку, публикуя путевые репортажи в газете «Водный транспорт».
В 1981 году пишет рассказ «Линия отсчета», где впервые излагает основы своей философии. В 1983 году выходит первый сборник рассказов, который называется «Хочу быть дворником». На Московской международной книжной выставке-ярмарке права на книгу продаются за рубеж. В 1984 году книга переводится на эстонский, армянский, бурятский языки, отдельные рассказы издаются во Франции, Италии, Голландии, Болгарии, Польше.
Получает рекомендации для вступления в Союз писателей СССР от Бориса Стругацкого и Булата Окуджавы.
И читатели, и профессиональные литераторы отмечали плохое владение Веллером русским языком, философскую безграмотность (он позиционировал себя и как философа). Писатель Сергей Довлатов отмечал: "Что делается с сов. литературой? У нас тут прогремел некий М. Веллер из Таллина, бывший ленинградец. Я купил его книгу, начал читать и на первых трёх страницах обнаружил: «Он пах духами» (вместо «пахнул»), «продляет» (вместо «продлевает»), «Трубка, коя в лавке стоит 30 рублей» (вместо «коия», а ещё лучше — «которая»), «снизошёл со своего Олимпа» (вместо «снизошёл до»). Что это значит?" Философ Давид Дубровский назвал "«смесью банальностей, общих мест с теоретически неясными, некорректными утверждениями»"  "философские сентенции" М. Веллера (Д. Дубровский. Статья "Самодельные" философы наступают", 2017.)
В 1988 году в журнале «Аврора» опубликована повесть «Испытатели счастья», в которой продолжает развивать свою философию. Выходит вторая книга рассказов — «Разбиватель сердец». В том же году Веллера принимают в Союз писателей СССР. В 1989 году выходит в свет книга «Технология рассказа». В 1990 году выходит книга «Рандеву со знаменитостью». Рассказ «Узкоколейка» публикуется в журнале «Нева», рассказ «Хочу в Париж» — в журнале «Звезда», рассказ «Положение во гроб» — в журнале «Огонёк». По рассказу «А вот те шиш» поставлен художественный фильм на мосфильмовской студии «Дебют». Основатель и главный редактор первого в СССР еврейского культурного журнала «Иерихон». В октябре — ноябре читает лекции по русской прозе в университетах Милана и Турина.
В 1991 году в Ленинграде под маркой эстонского издательства «Периодика» выходит первое издание романа «Приключения майора Звягина». В 1993 году тиражом 500 экземпляров Эстонским фондом культуры издаётся в Таллине книга новелл «Легенды Невского проспекта». В этой книге, стилизованной под «городской фольклор», наряду с вымышленными героями автор изображает и реальных персонажей, приписывая им порой вымышленные истории, но читатели воспринимают эту выдумку как правду и смеются над тем, чего не было, но могло быть в соответствии с духом времени. Топ-десятку «Книжного обозрения» 1994 года возглавляет очередное стотысячное издание «Приключений майора Звягина». В том же году читает лекции по современной русской прозе в университете города Оденсе (Дания).
В 1995 году петербургским издательством «Лань» массовыми дешёвыми изданиями выпускается книга «Легенды Невского проспекта». Следуют переиздания всех книг в «Лани», издательствах «Вагриус» (Москва), «Нева» (Санкт-Петербург), «Фолио» (Харьков).
С сентября 1996 года по февраль 1997 года полгода проводит с семьёй в Израиле. В ноябре в иерусалимском издательстве «Миры» выходит новый роман «Самовар». Читает лекции по современной русской прозе в Иерусалимском университете. Весной 1997 года возвращается в Эстонию. В 1998 году выходит восьмисотстраничная философская «всеобщая теория всего» «Всё о жизни», с изложением теории энергоэволюционизма. В 1999 году — поездка по США с выступлениями перед читателями в Нью-Йорке, Бостоне, Кливленде, Чикаго. Выходит книга рассказов «Памятник Дантесу». В 2000 году выходит роман «Гонец из Пизы» («Ноль часов»). Переезд в Москву.
Веллер, согласно поиску в Интернете, является автором крылатого выражения «лихие 90-е», которое впервые встречается в 2002 году в его книге «Кассандра».
В 2001 году написана «Кассандра» — следующая итерация философии Веллера, написанная тезисно и местами даже академически.
Появляется и название философской модели: «энерговитализм». Но уже через два года выходит сборник «Б. Вавилонская», где в рассказе «Белый ослик» она теперь называется «энергоэволюционизм». Там же автор приводит отличительные признаки своей модели. В 2007 году изданы сборник избранных лекций «Перпендикуляр» и роман «Махно».
6 февраля 2008 года решением президента Эстонии Тоомаса Хендрика Ильвеса Михаил Веллер был награждён орденом Белой звезды 4 класса. Орден был вручён 18 декабря 2008 года на неофициальной встрече в посольстве Эстонии в Москве.
В 2009 году вышла в свет книга «Легенды Арбата», в 2010 году — социологический трактат «Человек в системе», в 2011 году — «Мишахерезада». В 2014 году была опубликована книга «Любовь и страсть» — обзор шедевров мировой литературы, посвящённых любви. В 2015 году вышло историческое исследование «Наш князь и хан» и сборник публицистики «Конец подкрался незаметно». В 2016 — роман «Бомж» и сборник публицистики «Накануне неизвестно чего». В 2018 году — сборник эссе «Огонь и агония» и философский трактат «Веритофобия». В 2019 году — философско-политический сборник «Еретик».
С 2019 года ведёт YouTube-канал, на котором публикует видеоролики на литературную и политическую тематики.
В 2020 году уехал из Москвы "в Таллин пережить COVID", где и пребывает (по состоянию на 2025 год). Планирует вернуться.
Член Российского ПЕН-Центра, International Big History Association и Российского философского общества.
6 апреля 2024 года был включён в реестр иностранных агентов Минюстом РФ: «М. И. Веллер выступал против специальной военной операции на Украине, призывал к действиям, результаты которых могут привести к нарушению территориальной целостности Российской Федерации. Принимал участие в качестве респондента на информационных площадках, предоставляемых иностранными СМИ и иностранными агентами, а также в создании и распространении для неограниченного круга лиц сообщений и материалов иностранных агентов. Проживает за пределами Российской Федерации».

## Философские взгляды. Энергоэволюционизм
Философские взгляды Михаила Веллера излагались им в разных произведениях, начиная с 1988 года, пока не были обобщены автором в единую теорию, названную в итоге энергоэволюционизмом. Основы энергоэволюционизма заключаются в том, что существование Вселенной рассматривается как эволюция первичной энергии Большого Взрыва, и эта энергия связывается в материальные структуры, все более сложные, которые, в свою очередь, распадаются с выделением энергии, и эти циклы идут с ускорением. Существование же человека рассматривается Веллером субъективно как сумма ощущений и стремление к получению максимально сильных ощущений, а объективно — как стремление к совершению максимальных действий по изменению окружающей среды, поскольку человек получает ощущения через действия. Таким образом, человечество, наращивая прогресс цивилизации, захватывает свободную энергию и, преобразуя, выделяет энергию наружу в увеличивающихся масштабах и с увеличивающейся скоростью, преобразуя окружающую материю и тем самым находясь на острие эволюции Вселенной. Категории морали, справедливости, счастья и любви рассматриваются как психологическое и социальное обеспечение для стремления биосистемы к совершению максимальных действий по преобразованию достижимой части Вселенной. Конец истории экстраполируется как действие постчеловечества по выделению всей энергии вещества Вселенной, то есть, фактически, Нового Большого Взрыва, который уничтожит нашу Вселенную и явится зарождением Новой.
В качестве своих предшественников в статье «Информационно-теоретическое предшествие энергоэволюционизма» («Вестник российского философского общества» № 2, 2012) и других работах сам Веллер называет многих философов, прежде всего:
- Артура Шопенгауэра,
- Герберта Спенсера,
- Вильгельма Оствальда и
- Лесли Уайта.
- В 2010 году на Международном философском форуме в Афинах выступает с докладом по своей теории, удостоенным медали форума.
- В 2011 году на Лондонской международной книжной ярмарке[англ.] проходит презентация четырёхтомника М. Веллера:
  - «Энергоэволюционизм»,
  - «Социология энергоэволюционизма»,
  - «Психология энергоэволюционизма»,
  - «Эстетика энергоэволюционизма».
- В рамках Дней философии-2011 в Санкт-Петербурге выступает:
  - на пленарном симпозиуме «Власть и ценности» с докладом:
    - «Стремление социума к структуризации как причина и источник власти»

  - и на международной конференции «Смысл жизни: обретение и утрата» с докладом:
    - «Потребность в смысле жизни как социальный системообразующий инстинкт».
- «Российская философская газета» (2011, № 9) публикует эссе Веллера «Схлопывание цивилизации».
- Журнал «Философские науки» (2012, № 1) открывается статьёй Веллера «Власть: синергетическая сущность и социальная психология».
- В феврале 2012 года на открытии Международного конгресса «Global Future 2045» выступает с пленарным докладом о сущности энергоэволюционизма и роли человека во Вселенной.
- В апреле 2012 года выступает с докладом «Энергоэволюционизм» в Институте философии РАН.
- В июне 2012 года на 4-м Всероссийском философском конгрессе выступает с докладом «Историко-социологические аспекты энергоэволюционизма».
- В августе 2012 года принимает участие в работе Учредительной конференции Международной ассоциации Большой Истории (International Big History Association) в Гранд-Рэпидсе (США).
- В августе 2014 года на конференции Международной ассоциации Большой Истории в Сан-Рафаэле (США) выступает с докладом «Роль человека в истории Космоса».
- В августе 2018 года на XXIV Всемирном философском форуме в Пекине выступает с докладом «Развитие и столкновения глобализации».
- В разные годы читал лекции по философии с изложением своей теории на факультете социологии МГУ, кафедре философии МГИМО, факультете журналистики Иерусалимского университета.

## Политические взгляды
Придерживается консервативных убеждений и традиционных ценностей, постоянно высказывается на эту тему в публицистике и многочисленных телевизионных шоу. Но в 2011 году Михаил Веллер призвал голосовать за КПРФ, утверждая, что это единственная оппозиционная партия, способная победить на выборах и тем обеспечить хотя бы сменяемость власти, которая лучше несменяемости. Веллер заявил, что голосовать нужно обязательно, даже если не нравится ни одна партия, так как «хоть что-то в этих авгиевых конюшнях будет прочищено».
В интервью, данном им в августе 2012 года, Веллер предсказал, что через полтора года в стране неминуемо произойдёт крах существующей власти, однако, по его мнению, «очень сомнительно», что к власти придут коммунисты.
В мае 2014 года, характеризуя политико-экономическую ситуацию в России, отметил: «Доходы теперь перераспределяются так, чтобы верхушка получала настолько много, насколько можно, а низам давали бы настолько мало, насколько можно».
В июне 2020 года в своей статье в газете «Аргументы и факты» выступил против движения BLM и заявил, что «Запрет на информацию об интеллектуальной и психической неодинаковости рас — это путь к извечной расовой вражде».
В октябре 2022 года обратился к Съезду народных депутатов в изгнании с подробной программой переустройства российского государства.

## Критика
Философ Давид Дубровский критиковал Веллера за дилетантизм в области философии, характеризуя энергоэволюционизм как «смесь банальностей, общих мест с теоретически неясными, некорректными утверждениями». Дубровский цитирует интервью с Веллером:
«Вы меня извините, в современной России не существует философии, кроме, простите великодушно, моего энергоэволюционизма»
Михаил Веллер, Независимая газета, 29 мая 2008.
Сергей Довлатов писал Андрею Арьеву:
Что делается с сов. литературой? У нас тут прогремел некий М. Веллер из Таллина, бывший ленинградец. Я купил его книгу, начал читать и на первых трёх страницах обнаружил: «Он пах духами» (вместо «пахнул»), «продляет» (вместо «продлевает»), «Трубка, коя в лавке стоит 30 рублей» (вместо «коия», а ещё лучше — «которая»), «снизошёл со своего Олимпа» (вместо «снизошёл до»). Что это значит?

## Семья
- Жена — Анна Агриомати.
  - Дочь — Валентина (род. 1987).
- Брат — Сергей (род. 1956), врач, живёт в Нью-Йорке.

## Скандалы
Неоднократно со скандалом уходил из теле- и радиоэфиров.
21 апреля 2011 года Михаил Веллер со скандалом покинул ток-шоу Андрея Малахова на Первом канале «Пусть говорят», мотивируя свой уход пошлостью темы: обсуждение любовницы премьер-министра Италии.
8 декабря 2016 года Веллер демонстративно покинул ток-шоу Андрея Норкина «Место встречи» на НТВ, выведенный из себя постоянным перебиванием ведущей Ольги Беловой, не позволявшей ему продолжить мысль.
15 марта 2017 года на съёмках программы «Право голоса» на канале ТВЦ Михаил Веллер сбил со стола перед собой стакан с водой на пол и ушёл из студии, оскорбившись тем, что ведущий Роман Бабаян обвинил его во лжи в вопросе о предоставлении гражданства русскоязычным жителям Эстонии.
27 апреля 2017 года Михаил Веллер во время прямого эфира в программе «Особое мнение» на «Эхе Москвы» с ведущей Ольгой Бычковой, с которой и раньше имел столкновения в передачах «Своими глазами» и «Особое мнение», после отказов ведущей перестать перебивать его вышел из себя, кинул в стену микрофон и чашку с водой и ушёл, обругав ведущую. Главный редактор радиостанции Алексей Венедиктов заявил, что приостанавливает сотрудничество с Веллером до принесения писателем извинений. В свою очередь, Веллер потребовал извинений «за оскорбительное поведение ведущей», а до того освободил радиостанцию от своих услуг.

## Награды и премии
- Орден Белой звезды 4 степени (2008)[41]
- Премия «Петрополь» (2016).

## Произведения

### Повести и романы
- Рандеву со знаменитостью (1990)
- Приключения майора Звягина (1991)
- Ножик Серёжи Довлатова (1994)
- Самовар (1996)
- Гонец из Пизы (2000)
- Жестокий (2003)
- Романы (2003)
- Моё дело (2006)
- Не ножик не Серёжи не Довлатова (2006)
- Махно (2007)
- Бомж (2015)
- Наш князь и хан (2015)
- Остров для белых (2022)

### Сборники
- Хочу быть дворником (1983)
- Разбиватель сердец (1988)
- Легенды Невского проспекта (1993)
- Кавалерийский марш (1996)
- Правила всемогущества (1997)
- А вот те шиш (1997)
- Памятник Дантесу (1999)
- Фантазии Невского проспекта (1999)
- Запоминатель
- Забытая погремушка (2003)
- Легенды (2003)
- Б. Вавилонская (2004)
- Короткая проза (2006)
- Любовь зла (2006)
- Легенды разных перекрёстков (2006)
- О любви (2006)
- Легенды Арбата (2009)
- Байки скорой помощи
- Мишахерезада (2011)
- Странник и его страна (2014)
- Звон теней (2018)
- Один на льдине (2019)
- Не бойся завтра (2019)
- Еврейская нота (2022)

### Публицистика, философия, литературоведение
- Технология рассказа (1989)
- Всё о жизни (1998)
- Кассандра (2002)
- Представления (2003)
- Великий последний шанс (2005)
- К последнему шансу (2006)
- Пониматель (2006)
- Всеобщая теория всего (2006)
- Песнь торжествующего плебея (2006)
- Гражданская история безумной войны (в соавторстве с Андреем Буровским) (2007)
- Смысл жизни (2007)
- Россия и рецепты (2007)
- Слово и профессия: как стать писателем (2008)
- Перпендикуляр (2008)
- Человек в системе (2010)
- Энергоэволюционизм (2011)
- Психология энергоэволюционизма (2011)
- Социология энергоэволюционизма (2011)
- Эстетика энергоэволюционизма (2011)
- Отцы наши милостивцы (2011)
- Срок для президента (2012)
- Друзья и звёзды (2012)
- Любовь и страсть (2014)
- Конец подкрался незаметно (2015)
- Накануне неизвестно чего (2016)
- Подумать только (2017)
- Веритофобия (2018)
- Огонь и агония (2018)
- А вот и завтра (2019)
- Еретик (2019)
- Шайка идиотов (2020)

## Экранизации
- 1989 — Наизнанку — короткометражный фильм по рассказу «А вот те шиш».
- 2011 — Баллада о бомбере — восьмисерийная военная сага, по мотивам одноимённой повести.